# Jost de Jager

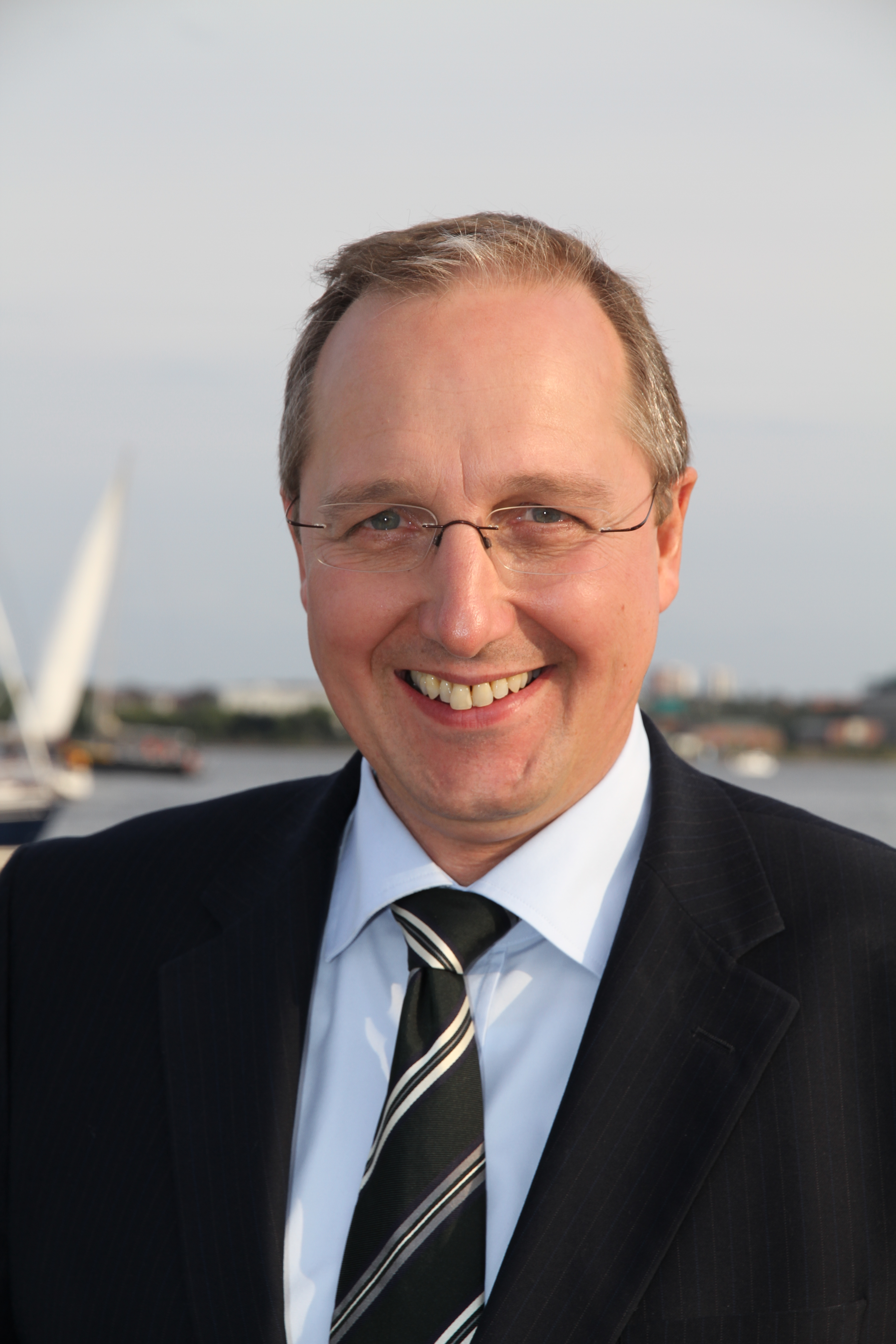
Jost de Jager (2011)

Jost de Jager (* 7. März 1965 in Rendsburg) ist ein deutscher Politiker (CDU) und Wirtschaftsberater. Er war von 2009 bis 2012 als Minister für Wissenschaft, Wirtschaft und Verkehr Mitglied der Landesregierung von Schleswig-Holstein. Vom 24. September 2011 bis 10. Januar 2013 war er Landesvorsitzender der CDU Schleswig-Holstein. Außerdem war er Spitzenkandidat seiner Partei für die Landtagswahl in Schleswig-Holstein 2012.

## Leben und Beruf
Jost de Jager wuchs in Gettorf als Sohn eines evangelischen Pastors auf. Nach dem Abitur 1985 am Gymnasium Kronshagen leistete de Jager zunächst seinen Wehrdienst ab und begann anschließend 1987 ein Studium der Fächer Geschichte, Anglistik und Politologie an der Christian-Albrechts-Universität Kiel, welches er 1994 als Magister artium beendete. Danach absolvierte er bis 1996 ein Volontariat beim Evangelischen Pressedienst in Kiel.
Nach seinem Rückzug aus der Politik wurde er am 21. November 2012 in den Aufsichtsrat der Denker & Wulff AG, Sehestedt, berufen. Von 2012 bis 2015 arbeitete er als selbständiger Unternehmensberater. Am 1. Oktober 2015 bestellte ihn die DSK Deutsche Stadt- und Grundstücksentwicklungsgesellschaft mbH & Co.KG, Wiesbaden, zum Geschäftsführer ihrer neu gegründeten Tochterfirma Deutsche Strategie- und Kommunikationsgesellschaft mbH.
De Jager trat im August 2013 als Berater des französischen Bau- und Konzessionsunternehmens Vinci nochmals öffentlich in Erscheinung.
Jost de Jager ist verheiratet und hat eine Tochter.

## Politik
Jost de Jager gehörte von 1988 bis 1992 dem Landesvorstand der Jungen Union und von 1988 bis 2005 dem CDU-Landesvorstand in Schleswig-Holstein an.
Jost de Jager war stellvertretender Vorsitzender des CDU-Kreisverbandes Rendsburg-Eckernförde, dessen Vorstand er seit 1988 angehörte. Er leitet zugleich den Evangelischen Arbeitskreis der CDU in Schleswig-Holstein. Beim Landesparteitag 2008 wurde de Jager in den Landesvorstand der CDU Schleswig-Holstein als Beisitzer gewählt.
Nachdem eine Beziehung des Landesvorsitzenden der CDU Schleswig-Holstein, Christian von Boetticher, mit einer Sechzehnjährigen bekannt geworden war, trat dieser am 14. August 2011 von seinem Amt zurück und verzichtete auch auf seine Spitzenkandidatur für die Landtagswahl in Schleswig-Holstein 2012. Nachdem eine Abfrage der CDU-Kreisvorsitzenden ein klares Votum für Jost de Jager als Nachfolger für von Boetticher signalisierte, wurde dieser offiziell am 16. August 2011 vom Landesvorstand um CDU-Ministerpräsident Peter Harry Carstensen für beide Aufgaben nominiert.

### CDU-Landesvorsitzender und Spitzenkandidat für die Landtagswahl 2012

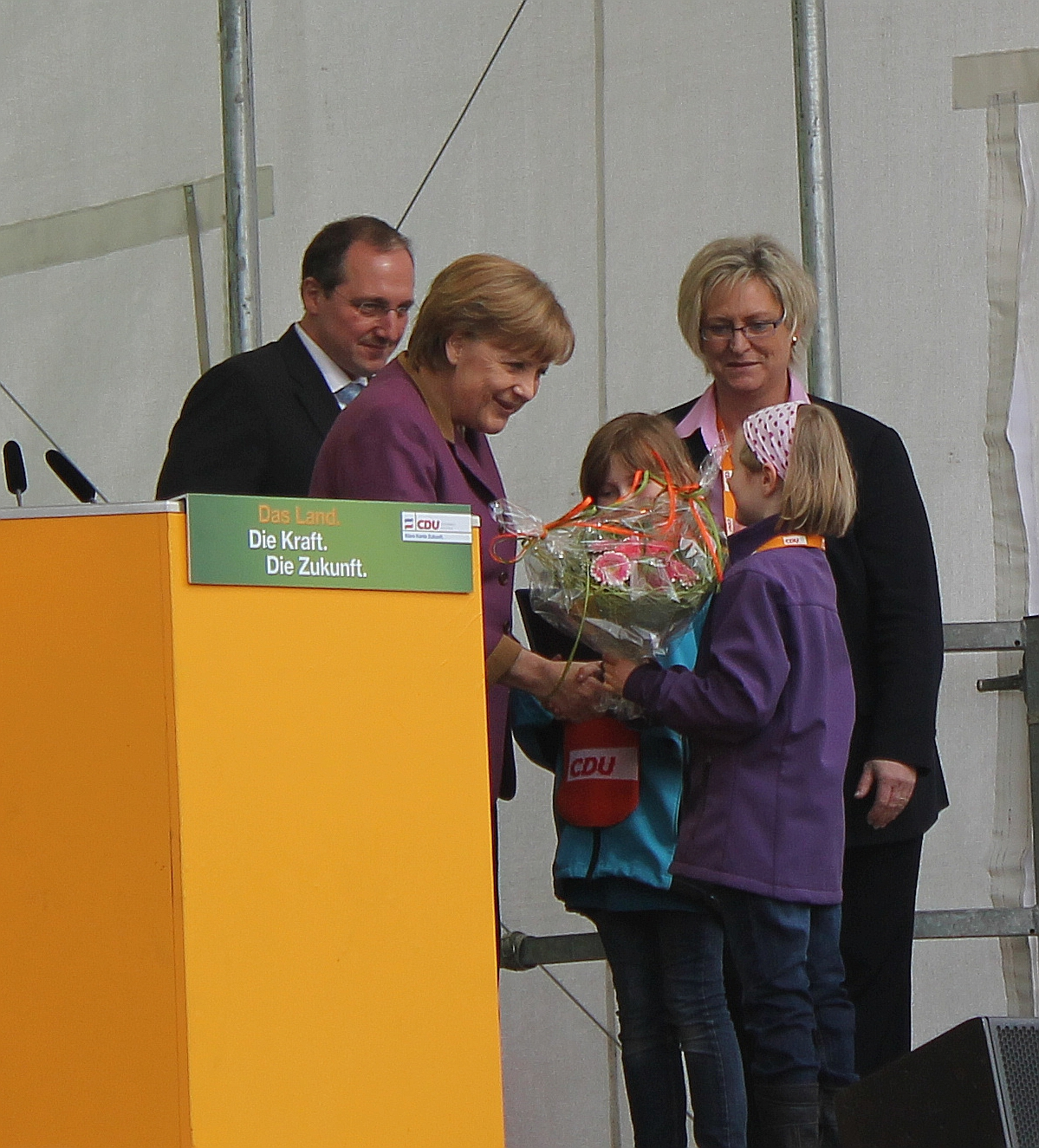
Jost de Jager mit Angela Merkel und Susanne Herold bei einer Kundgebung in Flensburg zur Landtagswahl 2012.

Am 24. September 2011 wurde de Jager auf einem CDU-Sonderparteitag in Kiel zunächst mit 93,4 Prozent zum neuen CDU-Landesvorsitzenden und dann am 4. November auf einem Parteitag in Lübeck mit 90,4 Prozent zum Spitzenkandidat der CDU für die Landtagswahl gewählt.
Bei der Landtagswahl in Schleswig-Holstein 2012 am 6. Mai 2012 erreichte die CDU unter Führung von Jost de Jager 30,8 Prozent und wurde damit stärkste Partei. Sie errang 22 der 69 Landtagssitze, die SPD lag mit 30,4 Prozent knapp hinter der CDU und erhielt die gleiche Anzahl an Sitzen. Trotz des Gewinns der relativen Mehrheit für die CDU verlor die bisherige Koalition aus CDU und FDP ihre bisherige Mehrheit. SPD-Spitzenkandidat Torsten Albig wurde neuer Ministerpräsident.
Am 8. Januar 2013 gab de Jager bekannt, am 10. Januar 2013 als Landesvorsitzender zurückzutreten und sich komplett aus der aktiven Politik zurückzuziehen. Er werde auch nicht mehr für Platz 1 der schleswig-holsteinischen Landesliste für die Bundestagswahl 2013 kandidieren und auf die Direktkandidatur im Bundestagswahlkreis Flensburg – Schleswig verzichten. Am 16. März 2013 wurde Reimer Böge zu seinen Nachfolger gewählt.

### Abgeordneter
Von 1996 bis zur Niederlegung seines Mandates am 27. April 2005 war de Jager Mitglied des Landtages von Schleswig-Holstein. Hier gehörte er von 2000 bis 2005 dem Vorstand der CDU-Landtagsfraktion an und war von 2002 bis 2005 stellvertretender CDU-Fraktionsvorsitzender. Von 2002 bis 2005 war er außerdem stellvertretender Vorsitzender des Bildungsausschusses.
Jost de Jager ist 1996 und 2000 über die Landesliste und 2005 als direkt gewählter Abgeordneter des Wahlkreises Eckernförde in den Landtag eingezogen. Bei der Landtagswahl 2005 erreichte er hier 43,3 % der Erststimmen. Bei der Wahl 2012 blieb er jedoch ohne Landtagsmandat, da die CDU alle ihre 22 Landtagsmandate direkt gewann und die CDU-Landesliste, auf der er den ersten Platz belegte, nicht zum Tragen kam.

### Öffentliche Ämter
Am 27. April 2005 wurde Jost de Jager als Staatssekretär im Ministerium für Wissenschaft, Wirtschaft und Verkehr des Landes Schleswig-Holstein in die von Ministerpräsident Carstensen geführte Landesregierung berufen. Am 27. Oktober 2009 wurde er Landesminister in diesem Ministerium (Kabinett Carstensen II); Cordelia Andreßen und Tamara Zieschang wurden als neue Staatssekretärinnen berufen. Mit der Ernennung des Kabinetts Albig schied er aus dem Amt.

## Weitere Mitgliedschaften
- Mitglied der Atlantik-Brücke e. V.
- Mitglied der Synode der Nordelbischen Evangelisch-Lutherischen Kirche